# Nauti FC
El Nauti Football Club (comúnmente abreviado Nauti FC, también llamado Nauti Sharks) es un club de fútbol de la isla de Funafuti en Tuvalu. Posee catorce títulos de la División-A, siendo el equipo más ganador de dicha competición. Además, su plantel alternativo, el Nauti B ganó tres ediciones de la División-B.

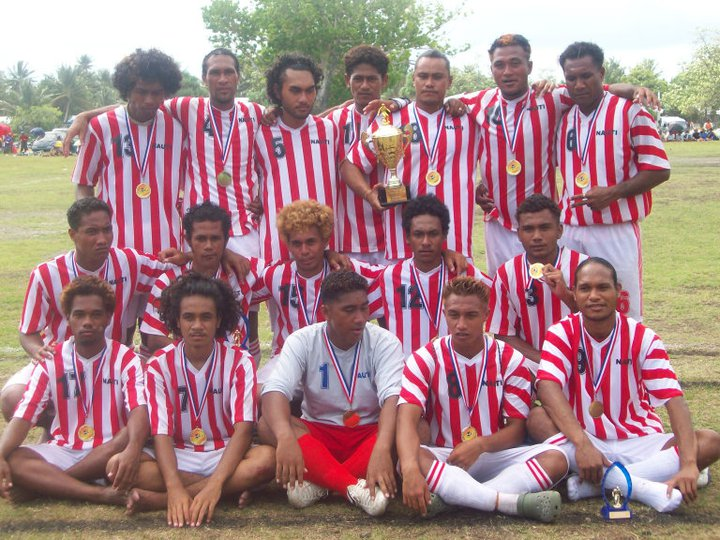
El plantel del Nauti celebra el título obtenido en 2011.

## Palmarés
- División-A (16): 2005, 2007, 2008, 2009, 2010, 2011, 2012, 2013, 2014, 2015, 2016, 2019, 2020, 2022, 2023.
- Copa NBT (3): 2009, 2010 y 2016.
- Copa Independencia (7): 1988, 1990, 1999, 2003, 2008, 2009 y 2017.
- Copa Navidad (3): 2018, 2020 y 2021

### Plantel Alternativo
- División-B (3): 2007, 2010 y 2012.